# 遂安郡 (北周)
遂安郡，中国北周、隋朝时设置的郡。
北周设置遂安郡，属唐州。治所在梁安县（今湖北省随州市西南）。隋文帝开皇三年（583年）废遂安郡，梁安县直属唐州。开皇七年（587年）梁安县改名清腾县，属郢州。 